# Belgijski frankofonski znakovni jezik
Belgijski frankofonski znakovni jezik (Francuski belgijski znakovni jezik, LSFB; ISO 639-3: sfb), znakovni jezik belgijskih Valonaca. Službeni je u Belgiji, i uči se od 1980-tih u nekoliko privatnih škola, a u strukovnim od 1992. Kao poseban jezik vlada ga je priznala 2003., a do 18. 7. 2007. zajedno s flamanskim znakovnim jezikom [vgt] bio je označavan identifikatorom [bvs]. Upotreba: Film, TV, video

## Vanjske poveznice
- Ethnologue (14th)
- Ethnologue (15th)